# Cloverfield
Cloverfield är en amerikansk långfilm i skräckgenren från 2008.

## Handling
Filmen följer fem unga personer under en avskedsfest på Manhattan i New York samtidigt som staden attackeras av ett stort monster.

## Rollista (i urval)
- Lizzy Caplan – Marlena Diamond
- Jessica Lucas – Lily Ford
- T.J. Miller – Hud Platt
- Michael Stahl-David – Rob Hawkins
- Mike Vogel – Jason Hawkins
- Odette Yustman – Beth McIntyre
- Anjul Nigam – Bodega Cashier
- Margot Farley – Jenn
- Theo Rossi – Antonio

## Om filmen
Cloverfield är inspelad i Downey Studios - 12214 Lakewood Boulevard, Rockwell Defense Plant - Bellflower & Imperial Highway, Downey, Kalifornien, USA (filmstudio), New York, Westfield Santa Anita Shopping Center - 400 South Baldwin Avenue, Arcadia, Kalifornien, USA, Los Angeles.
Filmen är producerad av J.J Abrams som bland annat ligger bakom Mission Impossible III och Lost.
Filmen hade biopremiär i Sverige den 8 februari 2008.